# Bel
Pour les articles homonymes, voir Bel (homonymie).
Cet article court présente un sujet plus développé dans : Décibel.
Nommé en l’honneur de l'inventeur Alexandre Graham Bell, le bel est une unité de mesure logarithmique du rapport entre deux puissances. Grandeur sans dimension en dehors du Système international d'unités (SI), son usage est tout de même accepté dans le SI. Mais le bel est très rarement employé ; on utilise presque uniquement le décibel, noté dbel ou plus fréquemment dB, correspondant à un dixième de bel. Toutefois, dans le contexte de la géophysique, concernant la calibration du bruit ambiant nuisant aux enregistrements en imagerie sismique[réf. nécessaire], le microbel, noté µbel, est occasionnellement employé, correspondant à un millionième de bel.